# Alejandro Ibarra
Alejandro Ibarra de Llano (Ciudad de México, 28 de abril de 1973), conocido como Alejandro Ibarra, es un actor y cantante mexicano, hijo de la actriz Julissa y del actor y director teatral Benny Ibarra y hermano del cantante Benny Ibarra.

## Biografía
Alejandro proviene de una familia de artistas, heredando el talento de sus padres en el canto y la actuación. A los ocho años de edad participó en la serie infantil Plaza Sésamo, realizando 400 capítulos. Cuando tenía la edad de 10 años, en los Televiteatros incursionó en el teatro integrándose al elenco de la puesta en escena de Vaselina, en la cual actuó por más de dos años y ganó el premio de Mejor Actor Infantil en 1984.
En 1997 actuó en La Palomilla obra montada en el Teatro de los Insurgentes, ahí también hizo la obra Hermanos de sangre, junto a su hermano Benny Ibarra y su mamá Julissa. Su vida en el mundo de las telenovelas comenzó en Tal como somos, después en Alcanzar una estrella y Alcanzar una estrella II, Gotita de amor, y El noveno mandamiento, entre otras.

## Trayectoria

### Telenovelas
TV Azteca
- Educando a Nina (2018) - Salomón "Salo"

Televisa
- Monteverde (2025) - Padre Gabriel Farías[1]
- Marea de pasiones (2024) - Goyo
- S.O.S me estoy enamorando (2021-2022) - Orlando Maqueto[2] Villano
- Por amar sin ley (2018) - Darío Durán
- Enamorándome de Ramón (2017) - Porfirio Rodríguez
- La vecina (2015-2016) - Padre Vicente Granados
- De que te quiero, te quiero (2013-2014) - Paul Champignon
- La tempestad (2013) - Bagre
- Amorcito corazón (2011) - Lic. Felipe Ferrer
- Zacatillo, un lugar en tu corazón  (2010) - Alejandro Sandoval
- Atrévete a soñar (2009-2010) - Amadeus
- Las tontas no van al cielo (2008) - Eduardo All
- Amor sin maquillaje (2007) - Valentín
- Peregrina (2005-2006) - Rubén "Tontín"
- Sueños y caramelos (2005) - Osvaldo
- Amarte es mi pecado (2004) - Alfredo de la Mora / Alfredo Rangel Gómez
- ¡Vivan los niños! (2002-2003) - Octavio
- El noveno mandamiento (2001) - Bruno Betancourt
- Locura de amor (2000) - Gerardo
- Gotita de amor (1998) - Jesús García Chávez
- Huracán (1997-1998) - Santiago Villarreal
- Marisol (1996) - Paco Suárez
- Agujetas de color de rosa (1994-1995) - Aldo
- Buscando el paraíso (1993-1994) - Ángel
- Alcanzar una estrella II (1991) - René
- Alcanzar una estrella (1990) - Felipe Rueda
- Tal como somos (1987)

### Películas
- Más que alcanzar una estrella (1992) - Tito

### Programas
- El Inframundo (2021) - El mismo[3]
- En busca de... (2009)
- Mujer casos de la vida real (2007)
- Es de noche... y ya llegué con René Franco (2007) invitados Alejandro Ibarra y Angélica Vale, promocionan Vaselina.
- 100 mexicanos dijeron (2005)
- Big Brother VIP (2004)
- Papá soltero (1990) Alex (Chato)
- Cachún cachún ra ra! (1984) - Alex, amigo del hermano de Lili
- Plaza Sesamo (1983) - Miguel

### Teatro
- Toc Toc (2012) - Camilo En el Teatro Fernando Soler.
- Sin feromonas no hay monte a Venus (2010) - Monólogo (Se estrenó el sábado 15 de mayo a las 10:00 PM en el Bataclán, posteriormente en diferentes lugares el Amapola, el Fat Crow y el Cuevon).
- Vaselina (2007) - Danny (Director y productor), (Angélica Vale como Sandy) En el Teatro Aldama.
- Vaselina (2006) - Danny (Director y productor), (alterna con Aarón Díaz en el papel de Danny), (Sherlyn como Sandy) En el Teatro Aldama.
- Vaselina (2001) - Danny Seco. (Participa como Director), (Irán Castillo alterna con Bárbara Mori en el papel de Sandy) En el Teatro Aldama.
- Hermanos de Sangre (Bloodbrothers) - Micky (1998) En el Teatro de los Insurgentes.
- Una pareja con ángel (1997)
- Vaselina (1994) - Danny (Participación como productor) (Irán Castillo como Sandy) En el Teatro Aldama.
- Los tenis rojos (1989) - (Con Angélica Vale) En el Teatro Aldama.
- Vaselina (1988) - Danny (Angélica Vale como Sandy) En el Teatro Aldama.
- Godspell "La Palomilla" (1987) En el Teatro de los Insurgentes.
- Vaselina (1986) - Memo (Temporada de verano) En el Teatro Manolo Fábregas
- Vaselina con Timbiriche (1984) - "Memo" En los Televiteatros (Hoy Centro Cultural Telmex).
- Jesucristo Superestrella (1981) - (Niño del pueblo) En el Teatro de la Ciudad.
- La casita de té en la luna de agosto (1978) (suplente del niño, en dos funciones) En el Palacio Chino.

### Discos
- No busques más pretextos (1993)
- Banda sonora Buscando el paraíso México (1994)
- Yo quiero contigo (1991)|Banda sonora Alcanzar una estrella México (1991)
- Banda sonora Plaza Sésamo México (1983) Track: 3."La Música", 4.¿Por qué? y 5.Canción de Ana y Miguel.

## Nominaciones

### Premios TVyNovelas
| Año  | Categoría                                | Telenovela            | Resultado |
| ---- | ---------------------------------------- | --------------------- | --------- |
| 2016 | Mejor actor coestelar                    | La vecina             | Nominado  |
| 2012 | Mejor actor coestelar                    | Amorcito corazón      | Nominado  |
| 1994 | Mejor tema musical (con Pedro Fernández) | Buscando el paraiso   | Nominados |
| 1991 | Mejor revelación masculina               | Alcanzar una estrella | Nominado  |

### Premios Bravo
| Año  | Categoría                 | Programa                    | Resultado |
| ---- | ------------------------- | --------------------------- | --------- |
| 2007 | Mejor actuación masculina | Mujer casos de la vida real | Ganador   |